# Département de Béoumi
Le département de Béoumi est un département de Côte d'Ivoire. 